# Segelfluggelände Emmerich-Palmersward

i7
i11
i13
Das Segelfluggelände Emmerich-Palmersward liegt in der Stadt Emmerich am Rhein im Kreis Kleve in Nordrhein-Westfalen, etwa 2,5 Kilometer östlich des Zentrums von Emmerich.

## Flugbetrieb
Das Segelfluggelände ist mit einer 950 m langen und 30 m breiten Start- und Landebahn aus Gras (Richtung 12/30) ausgestattet. Es besitzt eine Betriebszulassung für Segelflugzeuge, Motorsegler sowie für Ultraleichtflugzeuge und Motorflugzeuge bis zu 2000 kg maximaler Startmasse, soweit diese bestimmungsgemäß zum Schleppen von Segelflugzeugen oder Motorseglern Verwendung finden. Der Start von Segelflugzeugen erfolgt per Windenstart oder Flugzeugschlepp. Der Halter und Betreiber des Segelfluggeländes ist der Aero Club Emmerich e. V.